# Краснорубашечники (персонаж)
«Краснорубашечники» (англ. redshirts) — второстепенные персонажи художественного фильма или телесериала, которые гибнут вскоре после появления в кадре.

## Появление термина

Краснорубашечники массово гибнут, в то время как главные герои остаются невредимы.

Термин «краснорубашечники» вошёл в употребление во второй половине 60-х годов, после показа в США популярного научно-фантастического телесериала «Звёздный путь». Персонажи сериала мужского пола носят униформу Звёздного флота: чёрные штаны и фуфайку жёлтого, голубого или красного цветов, в зависимости от подразделения. Фуфайки красного цвета носят члены оперативного звена: инженерной службы и службы безопасности космического корабля. Исследования аудитории показали, что приключения космических путешественников были интересны зрителям лишь тогда, когда в них присутствовала опасность и риск гибели персонажей. Ввиду того, что продюсеры сериала не могли размениваться главными героями, а зрителей, — для поддержания рейтинга телеканала NBC, — необходимо было держать в заинтересованном состоянии, было решено жертвовать второстепенными персонажами, которые «обновлялись» в новых эпизодах. Во многих эпизодах герои отправляются в опасные приключения, вернуться из которых суждено не всем. Ключевые персонажи, а также те, существование которых необходимо для дальнейшего развития сюжета — одетые в жёлтые и голубые фуфайки — с минимальным риском для жизни проходят через любые испытания, в то время как их попутчики в красном — гибнут мучительной смертью при самых различных обстоятельствах. Своеобразное исключение во всём сериале составляет лишь один из главных персонажей — Скотти, носящий красную рубашку. Однако даже он был убит в одном из эпизодов, хотя и оживлён в нём же благодаря инопланетной технологии. Тенденция вскоре стала очевидна для зрителей, которые рассчитали формулу выживания для персонажей сериала, впоследствии названную «правилом красной рубашки» (англ. Red Shirt Rule). Согласно этой формуле вероятность выжить для персонажей в жёлтых фуфайках составляет 100 %, в то время как вероятность погибнуть для персонажей в красных фуфайках также равна 100 %. Стоит отметить, что в последующих сериалах франшизы «Звёздный путь» красная униформа стала предназначаться членам командного звена, в то время как жёлтый стал цветом оперативного.

## Дальнейшие переработки
В последующих литературных переработках (например, роман «Убивая время») некоторые персонажи даже подумывали о том, как бы сменить красную фуфайку на какую угодно другую, перед тем как отправиться в очередное путешествие. В пародии на сериал «Звёздный путь», фильме «В поисках Галактики» (1999), в роли члена экипажа № 6 снимается Сэм Рокуэлл. В 2001 году поклонниками сериала был снят собственный короткометражный фильм «Блюз красной рубашки», в котором спародирована печальная и неизбежная судьба краснорубашечников. Это также обыграно в одной из серий мультсериала «Ким Пять-с-плюсом».
Вышедший в 2012 году фантастический роман Джона Скальци «Люди в красном» посвящён судьбе «второстепенных» членов экипажа военного космического корабля-разведчика, которые обнаружили и пытаются разобраться, почему на их корабле низший персонал слишком часто гибнет при высадке на другие планеты, а с капитаном и другим руководящим составом этого корабля ничего плохого никогда не происходит. Роман был удостоен премии «Хьюго» (2013) в номинации «Лучший роман».

## Правило красной рубашки
Как отмечает американский телекритик Марк Ороманер в своей рецензии на телесериал «Остаться в живых», каким бы убогим ни было это самое правило красной рубашки, оно работает. И несмотря на то, что сегодняшние зрители нуждаются в более непредсказуемом развитии сюжета, само правило в большей или меньшей степени также должно присутствовать. В этом с ним соглашается Джон Родригес, согласно которому долг краснорубашечника состоит в том, чтобы умереть. Его смерть служит предупреждением для всех остальных персонажей, его жертва позволит другим, более ценным членам экипажа и капитану корабля избежать этой незавидной участи. Терри Дж. Эрдманн и Пола Блок называют этот кинематографический приём «основополагающими цветами», при которых жёлтая фуфайка отличает командное звено, синяя фуфайка — научных сотрудников, а красная — тех, кому очень скоро предстоит умереть ужасной смертью. В сериале красная фуфайка выполняет приблизительно ту же функцию, что и красная тряпка для быка. Для тех членов экипажа, что покинули борт корабля в красной фуфайке, это автоматически означает, что обратно на борт они уже не вернутся. Данное обстоятельство в сериале тем не менее отличается от современных традиций военной геральдики, где красный — это «командирский цвет», а жёлтый — цвет обслуживающих специальностей.

## Проверка мифа
Исследователи захотели проверить это утверждение. Из общедоступной информации про корабль Enterprise мы имеем команду из 430 сотрудников. Синих костюмов — 136, золотых — 55 и красных — 239. Красных намного больше, так как это инженеры и сотрудники безопасности. Если подсчитать погибших, то синих погибло 5,1 % (7), красных — 10 % (24), золотых — 16,4 (9).
Основываясь на анализе потерь, который учитывает общее количество личного состава в униформе каждого цвета, ношение красной рубашки, возможно, не является автоматическим смертным приговором, как принято считать в народе. С другой стороны, 18 жертв краснорубашечников были сотрудниками службы безопасности из общей численности населения в 90 человек; 20 % сотрудников отдела безопасности были потеряны. Хотя ношение красной рубашки само по себе не может быть особенно опасным, персоналу в красной рубашке, который является сотрудником департамента безопасности, следует рассчитывать на высокую премию по страховке своей жизни.